# Elfogadási teszt

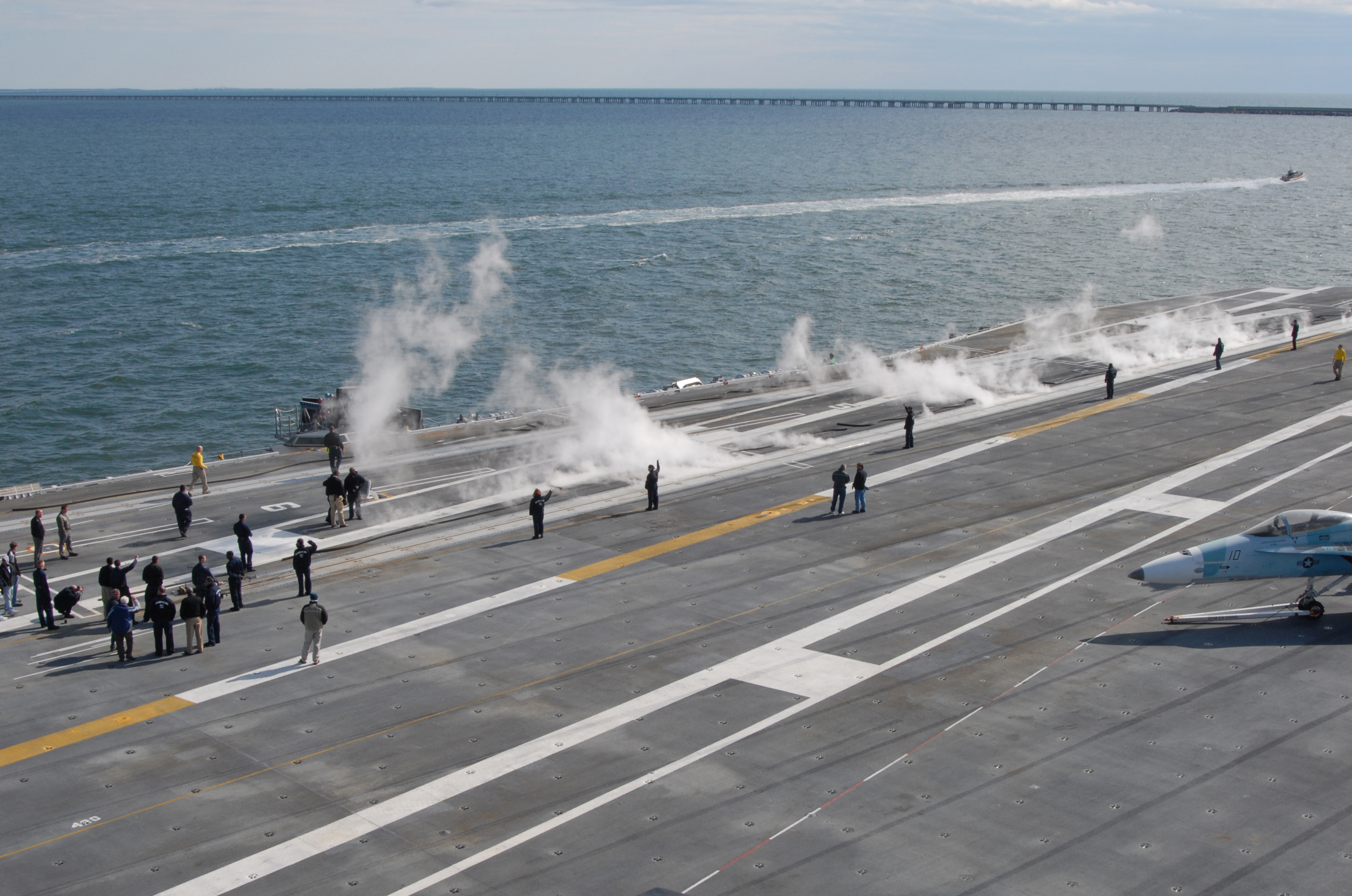
Egy repülőgép katapultjának elfogadási tesztje

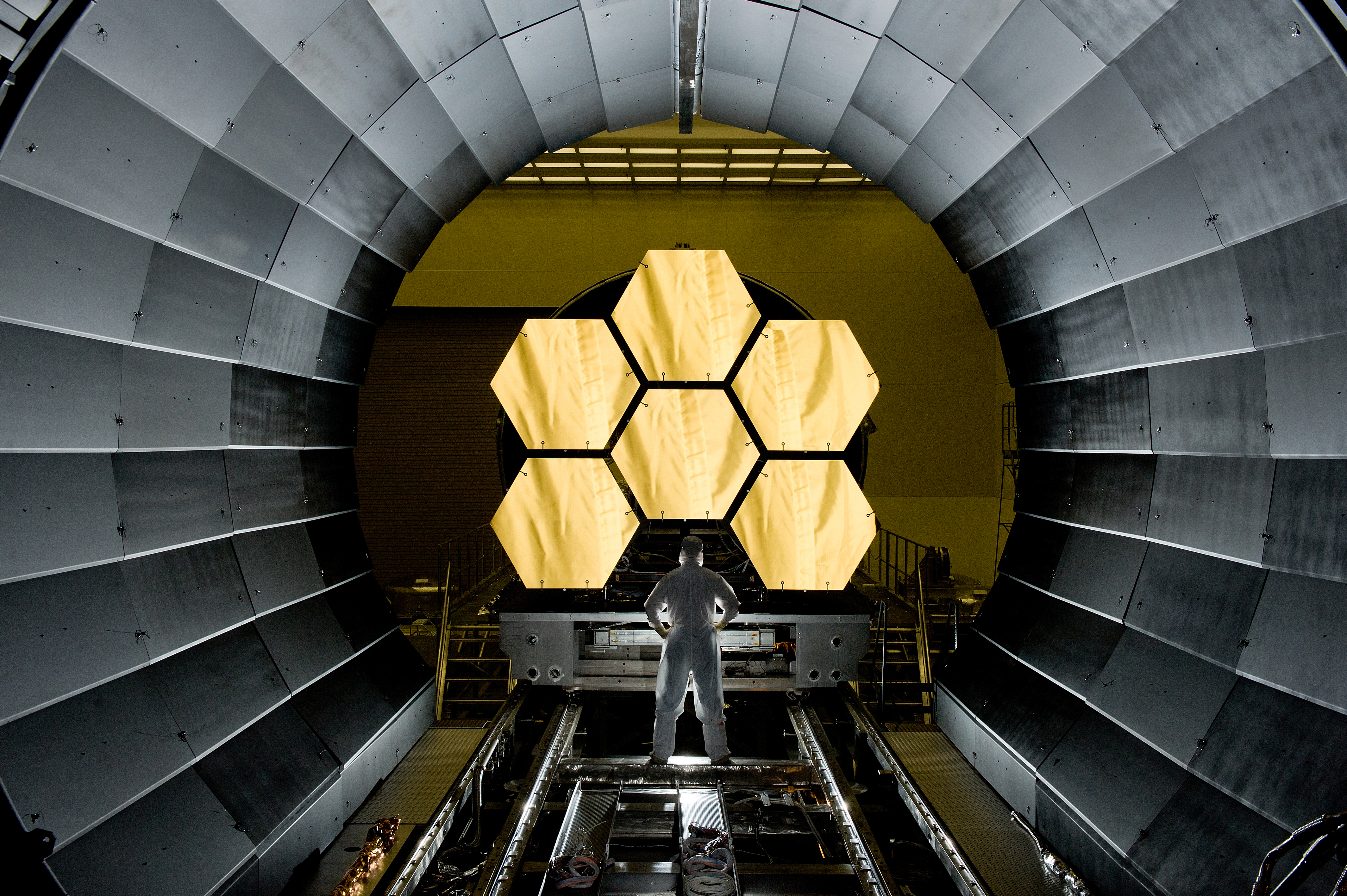
A James Webb űrtávcső elsődleges tükrei közül hatot elfogadási tesztre készítenek fel

A mérnöki szakterületen és annak különböző alterületein az elfogadási teszt egy olyan teszt, amelyet annak megállapítására használnak, hogy a specifikáció vagy a szerződés követelményei teljesülnek-e. Ez magában foglalhat kémiai vizsgálatokat, fizikai vizsgálatokat vagy teljesítményvizsgálatokat.
A rendszertechnikában ez magában foglalhatja a feketedoboztesztet, melyet a rendszeren végeznek el (például: egy szoftver, sok gyártott mechanikus alkatrész vagy vegyi termék tétele) a szállítás előtt.

A szoftvertesztelésben az ISTQB így határozza meg az elfogadási tesztet:

„Hivatalos tesztelés a felhasználói igényekre, követelményekre és üzleti folyamatokra vonatkozóan annak megállapítására, hogy a rendszer megfelel-e az elfogadási kritériumoknak, és hogy a felhasználó, az ügyfelek vagy más jogosult személyek eldönthessék, elfogadják-e a rendszert.”

– Standard Glossary of Terms used in Software Testing:2

Az elfogadás tesztelése más néven felhasználói elfogadási teszt (UAT), végfelhasználói tesztelés, operatív elfogadási teszt (OAT), elfogadási tesztvezérelt fejlesztés (ATDD) vagy terepi (elfogadás) teszt. Az elfogadási kritériumok azok a kritériumok, amelyeknek egy rendszernek vagy alkatrésznek meg kell felelnie ahhoz, hogy elfogadja a felhasználó, az ügyfél vagy más felhatalmazott szervezet.
A füstteszt használható elfogadási tesztként, mielőtt bevezetjük a szoftver felépítését a fő tesztelési folyamatba.

## Áttekintés
A tesztelés egy vagy több tesztelt elem tulajdonságainak felfedezésének és/vagy értékelésére végzett tevékenységek összessége. Minden egyes teszt, amelyet tesztesetnek neveznek, előre meghatározott vizsgálati tevékenységeket hajt végre, amelyeket a tesztelem végrehajtásának a teszt célkitűzéseinek teljesítése érdekében fejlesztettek ki; beleértve a helyes megvalósítást, a hibák azonosítását, a minőség-ellenőrzést és más értékes részleteket. A tesztkörnyezetet általában úgy tervezik, hogy azonos legyen, vagy a lehető legközelebb álljon a várható gyártási környezettel. Ez magában foglal minden olyan szoftvert, hardvert, szoftvert, firmware-t, eljárásokat és/vagy dokumentációt, amelyeket a szoftver tesztelésére szántak vagy használtak.
Az UAT és OAT tesztesetek ideális esetben üzleti ügyfelekkel, üzleti elemzőkkel, tesztelőkkel és fejlesztőkkel együttműködésben származnak. Rendkívül fontos, hogy ezek a tesztek üzleti logikai teszteket, valamint működési környezeti feltételeket is tartalmazzanak. Az üzleti ügyfelek (terméktulajdonosok) ezek a tesztek elsődleges érdekelt személyei. Amint a tesztfeltételek sikeresen teljesítik elfogadási kritériumaikat, az érintettek megnyugodhatnak, hogy a fejlesztés a megfelelő irányba halad.
- A felhasználói elfogadási teszt (UAT) kritériumait (az agilis szoftverfejlesztésben) általában üzleti ügyfelek hozzák létre, és üzleti domain nyelven fejezik ki. Ezek magas szintű tesztek annak ellenőrzésére, hogy egy sprint/iteráció során egy „eljátszott” felhasználói történet vagy történetek teljesek-e.
- Az operatív elfogadási teszt (OAT) kritériumait (attól függetlenül, hogy agilis, iteratív vagy szekvenciális fejlesztést alkalmaznak) funkcionális és nem funkcionális követelmények szerint határozzák meg; ezzel lefedve a funkcionális stabilitás, hordozhatóság és megbízhatóság kulcsfontosságú jellemzőit.

## Folyamat
Előfordulhat, hogy az elfogadási tesztcsomagot többször kell végrehajtani, mivel megtörténhet, hogy az összes tesztesetet nem lehet egyetlen tesztiteráción belül végrehajtani.
Az elfogadó tesztcsomag előre definiált elfogadási teszteljárások segítségével futtatja a tesztelőket, hogy mely adatokat kell használni, a lépésről-lépésre követendő folyamatokat és a végrehajtás után várható eredményt. A tényleges eredményeket megtartjuk a várt eredményekkel való összehasonlítás céljából. Ha a tényleges eredmények megegyeznek az egyes tesztesetek várható eredményeivel, akkor azt mondják, hogy a tesztesetek sikeresek. Ha a nem átmenő tesztesetek száma nem ütközik a projekt előre meghatározott küszöbértékével, akkor a tesztcsomag állítólag sikeres. Ha mégis megtörténik, akkor a rendszert a szponzor és a gyártó között előzetesen megállapodott feltételek mellett vagy elutasíthatják, vagy elfogadhatják.
A sikeres teszt végrehajtásának várható eredménye:
- a teszteseteket előre meghatározott adatok felhasználásával hajtják végre
- a tényleges eredményeket rögzítik
- a tényleges és a várható eredményeket összehasonlítják, és
- a teszt eredményeit meghatározzuk.

A cél annak biztosítása, hogy a kifejlesztett termék megfelel mind a funkcionális, mind a nem funkcionális követelményeknek. Az elfogadási teszt elvégzésének célja, hogy miután befejeződött, és amennyiben az elfogadási kritériumok teljesülnek, a szponzorok várhatóan aláírják a termékfejlesztést/fejlesztést, amely megfelel a meghatározott követelményeknek (melyben korábban az üzleti vállalkozás és a termék szolgáltatója/fejlesztője megállapodott).

## Felhasználói elfogadási teszt
A felhasználói elfogadási teszt (UAT) abból áll, hogy ellenőrizzük, hogy a megoldás működik-e a felhasználó számára. Ez nem a rendszer tesztelése (hanem annak biztosítása, hogy a szoftver ne omoljon össze és megfeleljen a dokumentált követelményeknek) és inkább annak ellenőrzése, hogy a megoldás működik-e a felhasználó számára (más megfogalmazással teszteli, hogy a felhasználó elfogadja-e a megoldást); a szoftvergyártók ezt gyakran "béta tesztelésnek" nevezik.
Ezt a tesztelést egy tárgyi szakértőnek (SME) kell elvégeznie, lehetőleg a tesztelt megoldás tulajdonosának vagy megrendelőjének, és a megállapítások összegzését meg kell adnia, hogy megerősítést nyerjen a kipróbálás vagy felülvizsgálat után. A szoftverfejlesztésben az UAT, mint a projekt egyik utolsó szakasza, gyakran előfordul azelőtt, hogy az ügyfél vagy a vásárló elfogadná az új rendszert. A rendszer használói olyan teszteket végeznek, melyek valós szituációban is előfordulhatnak.
Fontos, hogy a tesztelőnek adott anyagok hasonlóak legyenek a végfelhasználó számára rendelkezésére álló anyagokkal. A tesztelőknek olyan valós szituációkat kell adni, mint például a három leggyakoribb vagy legnehezebb feladat, amelyet az általuk képviselt felhasználók elvégeznek.
Az UAT a szükséges üzleti funkcionalitás és a rendszer megfelelő működésének végső hitelesítőjeként működik, amely valós feltételeket emulál a fizető ügyfél vagy egy konkrét nagy ügyfél nevében. Ha a szoftver a kértnek megfelelően és minden probléma nélkül működik az alap használata során, akkor ésszerűen extrapolálhatjuk a termelésen az ugyanolyan szintű stabilitását.
A felhasználói tesztek, amelyeket általában az ügyfelek vagy a végfelhasználók végeznek el, alapvetően nem az egyszerű kozmetikai problémák azonosítására koncentrálnak, mint például a helyesírási hibákra, a showstopper hibákra, ilyen például a szoftver összeomlás; a tesztelők és fejlesztők azonosítják és kijavítják ezeket a problémákat a korábbi egységtesztelési, integrációs tesztelési és rendszertesztelési fázisok során.
Az UAT-t tesztforgatókönyvek alapján kell végrehajtani. Tesztforgatókönyvek általában abban különböznek a rendszer vagy a funkcionális teszt esettől, hogy a "játékos" vagy "felhasználó" utazást képviselnek. A tesztforgatókönyv tág jellege biztosítja, hogy a hangsúly az utazáson, és ne a műszaki vagy a rendszerspecifikus részleteken legyen, illetve nem használ "kattintásonkénti" tesztlépéseket, hogy eltérés lehessen a felhasználók viselkedésében. A tesztforgatókönyvek logikai "napokra" bonthatók, amelyek általában ahol a szereplő (játékos/ügyfél/operátor) vagy a rendszer (backoffice, kezelőfelület) változik. 
Az iparban a közös UAT a gyári elfogadási teszt (FAT). Ezt a tesztet a berendezés telepítése előtt kell elvégezni. A tesztelők többnyire nemcsak azt ellenőrzik, hogy a berendezés megfelel-e az előírásoknak, hanem azt is, hogy teljesen működőképesek-e. A FAT általában magában foglalja a teljesség ellenőrzését, a szerződéses követelményekhez való verifikációt, a funkcionalitás igazolását (akár szimulációval, akár hagyományos funkcióvizsgálattal) és egy utolsó ellenőrzést.
E tesztek eredményei bizalmat adnak az ügyfeleknek abban, hogy a rendszer hogyan fog teljesíteni a termelésben. A rendszer elfogadásának jogi vagy szerződéses követelményei is lehetnek.

## Operatív elfogadási teszt
Az operatív elfogadási teszt (OAT) egy termék, szolgáltatás vagy rendszer működési készenlétének (előzetes kiadásának) elvégzésére szolgál a minőségirányítási rendszer részeként. Az OAT a nem funkcionális szoftverek tesztelésének elterjedt típusa, amelyet főleg szoftverfejlesztési és szoftverfenntartási projektekben használnak. Ez a fajta teszt a támogatott rendszer működési felkészültségére és/vagy a termelési környezet részévé tételére összpontosít.

## Elfogadási teszt extrém programozásban
Az elfogadási tesztelés az agilis szoftverfejlesztési módszertanokban, különösen az extrém programozásban használt kifejezés, amely a felhasználói történet funkcionális tesztelésére utal, mely a megvalósítási szakaszban történik egy szoftverfejlesztő csapat által.
Az ügyfél megad eshetőségeket annak tesztelésére, hogy a felhasználói történet miként valósult meg megfelelően. Egy történetnek egy vagy több elfogadási tesztje lehet, attól függően, hogy mennyi szükséges a funkcionalitás biztosításához. Az elfogadási tesztek a feketedobozos rendszer tesztjei. Minden elfogadási teszt a rendszer várható eredményét képviseli. Az ügyfelek felelősek az elfogadási tesztek helyességének ellenőrzéséért és a tesztek eredményeinek áttekintéséért annak eldöntésének érdekében, hogy melyik sikertelen teszt a legfontosabb. Az elfogadási teszteket regressziós tesztként is használják a gyártás kiadása előtt. A felhasználói történet csak akkor tekinthető teljesnek, ha az sikeresen átment az elfogadási teszteken. Ez azt jelenti, hogy minden iterációhoz új elfogadási teszteket kell létrehozni, különben a fejlesztői csapat semmilyen előrelépésről nem tud beszámolni.

## Az elfogadási teszt típusai
Az elfogadási teszt tipikus típusai a következők
Felhasználói elfogadás tesztelése

Ez magában foglalhatja a gyári elfogadási tesztet (FAT), vagyis azt a tesztelést, amelyet egy eladó végez, mielőtt a terméket vagy a rendszert a rendeltetési helyére helyezik át, majd ezt követően a helyszíni elfogadási tesztjét (SAT) a felhasználók is elvégezhetik a helyszínen.
Operatív elfogadási teszt
Operatív készenléti tesztként is ismert, ez a rendszeren elvégzett ellenőrzésre vonatkozik, mellyel biztosítják, hogy a folyamatok és eljárások a rendszer használatát és karbantartását lehetővé tegyék. Ez magában foglalhatja a biztonsági létesítmények ellenőrzését, a katasztrófa utáni helyreállítási eljárásokat, a végfelhasználók számára szervezett képzést, a karbantartási és biztonsági eljárásokat.
A szerződés és a szabályozás elfogadási tesztje
A szerződés elfogadási tesztje során a rendszert a szerződés elfogadása előtt tesztelik a szerződésben dokumentált elfogadási kritériumok alapján. A szabályozás elfogadási tesztje során egy rendszert tesztelnek annak érdekében, hogy az megfeleljen a kormányzati, jogi és biztonsági előírásoknak.
Gyári elfogadási teszt
Elfogadási teszt azon a helyen végzik el, ahol a terméket fejlesztették és elvégezték a szállítói szervezet alkalmazottai, annak megállapítására, hogy egy alkatrész vagy rendszer megfelel-e a követelményeknek, általában beleértve a hardvert és a szoftvert is.
Alfa és béta tesztelés
Az alfa tesztelés a fejlesztők telephelyén történik, és magában foglalja az operációs rendszer belső személyzet általi tesztelését, mielőtt azt külső ügyfelek számára kiadnák. A béta tesztelés az ügyfelek helyszínein zajlik, és magában foglalja az ügyfelek egy csoportjának tesztelését, akik a rendszert saját helyükön használják és visszajelzést adnak, mielőtt a rendszert kiadják más ügyfeleknek. Ez utóbbit gyakran "terepi tesztnek" nevezik.

## Az elfogadástesztelési keretek listája
- Concordion, Specifikáció példával (SbE) keretrendszer
  - Concordion.NET, .NET-ben történő elfogadási tesztelés
- Cucumber, a viselkedésvezérelt fejlesztés (BDD) elfogadási teszt keretrendszer
  - Capybara, a Ruby webalkalmazások elfogadási teszt kerete
  - Behat, a BDD elfogadó keretrendszer a PHP számára
  - Lettuce, a BDD elfogadási keretrendszer a Python számára
- Fabasoft app.test automatizált elfogadási tesztekhez
- Integrált teszthez keretrendszer (Fit)
  - FitNesse, a Fit Fork
- Gauge (szoftver), Automatikusan tesztelő keretrendszer a Thoughtworkstől
- iMacros
- ItsNat Java Ajax webkeret beépített, szerver alapú, funkcionális web tesztelési képességekkel.
- Maveryx Automatikusan tesztelő keretrendszer a funkcionális teszteléshez, regressziós teszteléshez, GUI teszteléshez, adatközpontú és kód nélküli teszteléshez asztali és webes alkalmazásokhoz.
- Mocha, a Javascript és a Node.js alapú népszerű web-elfogadási tesztkeret
- Ranorex
- Robot Framework
- Selenium
- Specifikáció példával (Specs2)
- Watir

## Fordítás
Ez a szócikk részben vagy egészben  az   Acceptance testing című angol Wikipédia-szócikk ezen változatának fordításán alapul.  Az eredeti cikk szerkesztőit annak laptörténete sorolja fel. Ez a jelzés csupán a megfogalmazás eredetét és a szerzői jogokat jelzi, nem szolgál a cikkben szereplő információk forrásmegjelöléseként.